# Distrikt Rinteln (Departement der Weser)
Der Distrikt Rinteln war von 1807 bis 1810 ein Verwaltungsbezirk des Departements der Weser im Königreich Westphalen. Er wurde 1810 aufgelöst und seine Kantone verschiedenen anderen Departements zugeteilt. Im Jahr 1811 entstand unter verändertem Gebietszuschnitt ein neuer Distrikt Rinteln im Departement der Leine.

## Territorium
Der Distrikt Rinteln im Departement der Weser wurde im Wesentlichen aus den hessischen Besitztümern Grafschaft Schaumburg, Uchte und Freudenberg sowie der braunschweigischen Exklave Thedinghausen gebildet. Das Kerngebiet wurde im Norden völlig vom Herzogtum Braunschweig-Lüneburg, insbesondere vom Fürstentum Calenberg und den Bückeburgischen Anteilen von Schaumburg eingeschlossen. Die drei Kantone Uchte, Freudenberg und Thedinghausen waren Exklaven des Distriktes, deren weiteste Entfernung vom Hauptort über 80 km betrug. Im Südosten grenzte Rinteln an die hannoversche Stadt Hameln und im Süden an das Fürstentum Lippe, das seinerseits die größte Enklave des Königreichs Westphalen bildete. Mit dem südlichen Ende lag der Distrikt Rinteln von Fischbeck im Osten bis Rinteln im Westen an der Weser. Im Jahre 1808 war der Distrikt in acht Kantone mit insgesamt 36.964 Einwohnern gegliedert.

## Organisation
Dem Distrikt stand ein Unterpräfekt vor. Unterpräfekt war Moritz Elmerhaus Maria von Haxthausen, mit dem Sekretär Krüger. Der Sitz der Unterpräfektur befand sich in Rinteln.
Präsident des Distrikts-Rats zur Festlegung und Kontrolle der Steuerlisten war der Rintelner Justizrat Georg Ludwig Christian Heuser.
Friedensgerichte befanden sich in Rinteln, Bassum, Obernkirchen, Oldendorf, Rodenberg, Sachsenhagen, Thedinghausen und Uchte.

### Kantonaleinteilung ab 1807
| Kanton        | Städte und Orte |
| ------------- | --- |
| Freudenberg   | Bassum, Osterbinde, Albringhausen, Hallstedt, Wedehorn, Hollwedel, Eschenhausen, Apelstedt, Schorlingborstel, Ringmar, Stühren                  |
| Obernkirchen  | Obernkirchen, Rolfshagen, Borstel, Bernsen, Rehren, Kathrinhagen, Westerwald, Escher, Hattendorf, Antendorf                                     |
| Oldendorf     | Oldendorf, Segelhorst, Welsede, Rohden, Fischbeck, Weibeck, Pötzen, Zersen, Langenfeld                                                          |
| Rinteln       | Rinteln, Möllenbeck, Exten, Strücken, Krankenhagen, Wennenkamp, Uchtdorf, Fuhlen, Heßlingen, Friedrichshagen, Rumbeck, Goldbeck, Hohenrode      |
| Rodenberg     | Rodenberg, Wiersen, Pohle, Reinsdorf, Groß Hegesdorf, Klein Hegesdorf, Lyhren, Apelern, Riepen, Beckedorf, Horsten, Nenndorf, Algesdorf         |
| Sachsenhagen  | Sachsenhagen, Schöttlingen, Ottensen, Auhagen, Haste, Hohnhorst, Helsinghausen, Ohndorf, Rehren, Nordbruch, Waltringhausen, Düdinghausen, Riehe |
| Thedinghausen | Thedinghausen, Dibbersen, Donnerstedt, Emtinghausen, Holtorf, Lunsen, Horstedt, Werder                                                          |
| Uchte         | Uchte, Höfen, Hoysinghausen, Woltringhausen, Holzhausen, Bahrenborstel, Scharringhausen, Kirchdorf, Kuppendorf, Heerde                          |

### Die Auflösung des Distrikts Rinteln 1810
Zum 1. März 1810 fiel das Gebiet des Kurfürstentums Hannover an das Königreich Westphalen. In den hannoverschen Gebieten wurden zum 1. September 1810 per Dekret die drei neuen Departements der Aller, der Elbe- und Weser-Mündung und der Niederelbe gebildet. Der Distrikt Rinteln wurde mit diesem Dekret für aufgelöst erklärt und seine acht Kantone wie folgt verteilt:
- Departement der Leine: Die Kantone Rinteln und Oldendorf bildeten zusammen mit sechs neuen Kantonen aus dem Raum Hameln einen neuen Distrikt Rinteln.

- Departement der Aller: Die Kantone Sachsenhagen, Rodenberg, Freudenberg und Obernkirchen wurden in den neuen Distrikt Hannover eingegliedert. Durch das Dekret vom 20. November 1812 wurde der Kanton Oberkirchen (neben den Mindener Kantonen Hausberge und Windheim) wieder aus dem Departement der Aller ausgegliedert und mit dem Distrikt Rinteln im Leinedepartement vereinigt.[5]

- Departement der Oberems: Der Kanton Uchte kam über die Eingliederung in den Distrikt Minden in dieses Departement.

- Norddepartement bzw. ab 1811 Departement der Wesermündungen: Der Kanton Thedinghausen kam an das Norddepartement und wurde 1811 in den Distrikt Bremen eingegliedert.

## Weitere Entwicklung
Nach dem Ende des Königreichs Westphalen wurden die historischen Besitzverhältnisse zum größten Teil wiederhergestellt. Die Grafschaft Schaumburg wurde wieder hessisch und Thedinghausen kam zum Herzogtum Braunschweig. Uchte und Bassum kamen zum Königreich Hannover.